# 東山見駅
東山見駅（ひがしやまみえき）は、かつて富山県東礪波郡庄川町（現砺波市）にあった加越能鉄道加越線の駅（廃駅）である。

## 歴史
- 1934年（昭和9年）12月1日：加越鉄道の駅として開業。
- 1943年（昭和18年）1月1日：富山地方鉄道の駅となる。
- 1944年（昭和19年）5月18日：廃止。
- 1950年（昭和25年）10月23日：加越線が加越能鉄道に譲渡される。
- 1951年（昭和26年）10月20日：再開業。
- 1972年（昭和47年）9月16日：加越線の廃止により廃駅。

## 隣の駅
加越能鉄道
加越線
井波駅 - 東山見駅 - 庄川町駅